# Raoul Henriques-Raba
 (décembre 2018).
- Si vous ne connaissez pas le sujet, laissez ce bandeau (vous pouvez alors contacter les auteurs).
- Si vous supprimez le contenu mis en cause (vous pouvez préalablement contacter les auteurs),

argumentez précisément cette suppression dans la page de discussion
(un manque de référence n'est pas un argument ; une recherche réelle de référence doit avoir été effectuée, être formellement documentée).
Raoul Henriques-Raba, dit aussi Raoul Raba, né le 8 mai 1930 à Neuilly-sur-Seine, est un sculpteur français, lauréat du prix de Rome de sculpture en 1955.

## Biographie
Raoul Henriques-Raba est né le 8 mai 1930 à Neuilly-sur-Seine. Il remporta le prix de Rome en 1955 pour son bas-relief en plâtre La Guerre et la Paix. Raoul Raba séjournera à la villa Médicis, où il créera Les Amoureux.
L’ambassadeur de France en Italie l’a mis en relation avec un de ses amis, propriétaire d’une carrière de marbre de Carrare. Raoul Raba se souvient : « il m’a invité et emmené dans la montagne ! Là-bas, les cimes n’étaient pas blanches, mais les fonds de la vallée, à force d’être creusés, semblaient complètement enneigés »[réf. nécessaire]. L’italien proposa alors au jeune homme de mettre à sa disposition le bloc de marbre qu’il lui fallait : il n’avait qu’à choisir, on le lui enverrait. Celui qu’il adopté pesait dix tonnes. Un marbre extraordinaire avec un grain des plus fins, que certains sculpteurs confirmés n’ont jamais eu la chance d’avoir entre les mains. Un cadeau inimaginable pour un jeune sculpteur qui n’avait encore jamais travaillé le marbre.
À l’atelier, Les Amoureux émergèrent peu à peu du bloc, dégageant une puissance baroque. Raoul Raba explique : « le bloc est dégrossi d’après un modèle de plâtre mais je réalise bien vite que les formes modelées dans l’argile ne conviennent pas pour être taillées en marbre. Je prends alors le risque d’abandonner le modèle pour travailler en taille directe »[réf. nécessaire].
Transportée à Paris avec les envois de dernière année, la sculpture monumentale fut refusée par les Beaux-Arts. La maquette de l’œuvre avait déjà suscité leurs réticences sans décourager l’artiste. L’institution n’était pas prête à suivre l’artiste hors des sentiers battus. Une déception pour Raoul Raba. Selon la tradition, Les Amoureux furent exposés en 1955 mais avec une pancarte signalant le refus de l’Académie. Puis il se vit attribuer l’ancien atelier du sculpteur Auguste Bartholdi. La sculpture y fut aussitôt abritée, mais elle n’était pas seule. Le Cinéma, en tôle découpée, ne tarda pas à la rejoindre.
Jean Cocteau a croisé Raoul Raba à la villa Médicis. Il lui a suggéré d’exposer Le Cinéma au festival de Cannes mais cela n’eut jamais lieu car Cocteau n’avait plus la même influence au festival.
Raoul aba garda toujours près de lui ces deux sculptures monumentales de la période italienne. À défaut d’acheteur, il finit par les considérer comme inséparables.

## Carrière artistique

### Designer
Peu enclin à enseigner pour vivre, Raoul Raba répondit à une annonce qui disait chercher « un créateur de formes ». Il se retrouva embauché au bureau d’études de Citroën, sous la direction du designer Flaminio Bertoni. Après un an passé à tourner dans les services pour approcher les métiers de l’automobile, il s’épanouit à créer des formes en plâtre, à les perfectionner au rabot, jusqu’à ce qu’elles prennent vie sur de nouveaux modèles. Un de ses collègues d’alors lui attribue l’apparition du « phare caréné » dans l’automobile après qu’il l’eut réalisé pour la DS en remplacement du phare frontal. Une fonction artistique qui lui convenait à merveille au point de se voir accordé, après quelques années, un jour de travail en moins par semaine. Personne n’imaginait qu’existerait la semaine de 35 heures, et cet avantage individuel fit tant de remous au sein de la grande entreprise qu’il signa son départ sans amertume.

### Les luminaires
Fils et neveu d’artistes, Raoul Raba a épousé Claudine, rencontrée aux Beaux-Arts. Ils ont acheté à la bougie, dans une vente aux enchères, la tour Chappe d’Andrésy où ils vécurent de longues années dans cette originale maison-atelier. Alors qu’il évolue complètement dans ce milieu, l’art l’amènera pourtant peu à peu aux mathématiques. C’est en cherchant une idée pour occuper la pièce vide de son nouveau logement qu’il trouva par hasard un filon pour faire vivre sa famille. Il créa d’abord une forme géométrique en plâtre blanc, puis imagina de la transformer en luminaire. Après avoir ramené des feuilles de Rhodoïd de la droguerie Weber à Paris, il fit des découpes à la main et monta un prototype d’allure très contemporaine pour les années 1960. Convaincu par sa réalisation, il alla la présenter, non sans avoir calculé qu’il pourrait s’équiper s’il atteignait les 50 commandes. François Roche de la Société Roche Bobois lui en commanda 300 pour un salon, chiffre qui se transforma après l’exposition en commande de plus de 1 000 luminaires. Il en créa bien d’autres.

### LeTaquinoscope
Raoul Raba se passionne pour les algorithmes et dévore les livres de vulgarisation mathématique en particulier ceux d'Herman Weyl et Hugo Steinhoss.
Il mettra au point le Taquinoscope en 1976 : un jeu de permutation à plat représentant trois cercles qui s’intercalent. Un éditeur anglais l’éditera et le présentera au salon du jouet, juste avant de lancer le Rubik's Cube dans notre pays. Deux jeux dans l’air du temps qui reposent sur le même principe. Aujourd’hui le Taquinoscope est en ligne et chacun peut s’y essayer sans posséder l’objet. Rien n’arrêtera plus Raoul Raba, qui conçoit alors des structures sphériques composées de planches découpées à plat qui sont ensuite tressées. Il créera un globe monumental pour l’Institut géographique national, des géodes en kit pour la Villette.

### LeKangourou
Le Kangourou, un concept de jeux mathématiques imaginés par Raoul Raba, a fait le tour du monde. Beaucoup d’enfants s’y sont essayés en classe ou dans le cadre des loisirs. Il est décliné selon le niveau de chacun, ce qui permet de toujours progresser. Outre les innombrables déclinaisons imprimées, on joue désormais au Kangourou mathématique sur Internet.
Il est l'inventeur d'un jeu de puzzle rotatif

### Le CinémaetLes Amoureux
En quittant Andrésy, Raba fit don à la ville de Conflans-Sainte-Honorine de ses sculptures monumentales Le Cinéma et Les Amoureux en 1989. Ces derniers sont exposés au parc du Prieuré et « Le Cinéma », en 1990, sur la place Auguste Romagné, devant le théâtre Simone-Signoret. Plus tard, les travaux de la place Auguste Romagné obligèrent à la déposer l'œuvre au centre technique municipal pendant plusieurs années.
Pour les jeunes mariés conflanais, la sculpture des 'Amoureuxsert souvent de décor pour des photographies de mariage. 
L’idée germe de réunir les deux sculptures, suivant le désir initial du créateur. Le 15 septembre 2018, à l’occasion des Journées européennes du patrimoine, Le Cinéma sera installée à son tour dans le parc du Prieuré aux côtés des Amoureux, agissant comme des miroirs où se reflète l’image d’un couple.

## Ouvrages
- Zoo mathématique, Paris, ACL-les Éd. du Kangourou, 1998, 96 p.
- Jean-Christophe Deledicq (dessins de Raoul Raba), Faites vos jeux !, Paris, ACL-les Éd. du Kangourou, 2000, 64 p.
- André Deledicq, Raoul Raba, Le monde des pavages : les voir et les faire, Paris, ACL-les Éd. du Kangourou, coll. : Maths pour tous, 2002, 63 p. (3e éd. [rev. et augm.])
- Jean-Christophe Deledicq (dessins de Raoul Raba), Faites vos jeux !, Paris, ACL-les Éditions du Kangourou, 2009, 64 p. (2e éd.)
- André Deledicq, Raoul Raba, Le monde des pavages : les voir et les faire, Paris, ACL-les Éd. du Kangourou, 2009, 64 p.  (ISBN 978-2-87694-167-0) (4e éd.)
- [A. Deledicq] ([illustrations de N. Clément et R. Raba]), Jeux et tours de nombres, Paris, ACL-les Éditions du Kangourou, 2011, 32 p.  (ISBN 978-2-87694-183-0)